# Monograptus
Monograptus is een geslacht van uitgestorven graptolieten uit het Siluur tot het Vroeg-Devoon. Monograptus was een kolonievormend organisme. De kolonie bestond uit slechts een zeer variabel gevormde stipe (tak), die zowel kaarsrecht, licht gebogen als spiraalvormig kon zijn. De vorm van de thecae (enkelvoud theca: het chitineuze huisje van een individu uit de kolonie) is cruciaal voor de determinatie. Dit geslacht had een drijvende leefwijze in de open zee.
Graptolieten van dit geslacht worden gebruikt als gidsfossielen voor het Siluur en Devoon. Het verschijnen van meerdere soorten Monograptus in de stratigrafie markeert de basis voor etages en geologische tijdperken. De FAD van  austerus sequens ligt bij de basis van het Aeronien, de FAD van M. turriculatus is een van de herkenningspunten voor de basis van het Telychien, de FAD van M. parultimus kan gebruikt worden om de basis van het Pridoli te herkennen, en de FAD van M. uniformis is de basis van het Lochkovien en het Devoon.

## Soorten
- Monograptus austerus sequens Hutt 1974 †
- Monograptus avatus Jones 1909 †
- Monograptus bouceki Přibyl 1940 †
- Monograptus priodon Bronn 1835 †
- Monograptus curvus Manck 1923 †
- Monograptis uniformis Přibyl 1940 †
- Monograptus aequabilis Přibyl 1941 †
- Monograptus parultimus Jaeger 1975 †
- Monograptus remoius
- Monograptus regularis Törnquist 1899 †
- Monograptus revolutus Kurck 1882 †
- Monograptus turriculatus Barrande 1850 †